# 許斐仁
許斐 仁（このみ じん、1903年 - 1998年3月15日）は、米国のジャーナリスト、エッセイスト。本名は許斐氏信（うじのぶ）。

## 経歴・人物
熊本県出身。1921年福岡県立中学修猷館を卒業と同時に、父の呼び寄せで渡米し、南カリフォルニア大学に進学して、1932年優秀な成績で卒業し、博士号（比較文化）を取得。
一時アメリカ共産党に所属。ロサンゼルスの日本語新聞「羅府新報」の記者となる。太平洋戦争が勃発すると、OSS（戦略情報局、CIA（中央情報局）の前身）に入り、ここで「グリーンズ」と呼ばれる、日本の士気を下げるための、本格的な謀略宣伝プロジェクトが展開されるとこれに加わり、坂井米夫、八島太郎らとともに特殊工作活動を行った。OSSの秘密文書では、許斐について「スター・ライター。政治的演説から感情的なものまで幅広い。生産能力が高く、才能に恵まれている」と記している。
戦後は、日系アメリカ人市民同盟（全米日系市民協会）(JACL)の機関紙「パシフィック・シティズン」紙に、長期にわたって英文のエッセイを掲載したり、北米毎日新聞にコラムを連載するなどした。